# Луї ла Каз
Луї ла Каз (фр. Louis La Caze 6 травня, 1798, Париж — 28 вересня, 1869, Париж) — французький меценат, художник-аматор і колекціонер першої половини XIX століття. За освітою - лікар.

## Ранні роки
Луї ла Каз народився в Парижі. Родина була заможною, батько був біржовим маклером. Молоді роки Луї ла Каза припали на період військових авантюр Наполеона Бонапарта, але тривожні події не зачепили його, хоча, можливо, саме це привчило його приховувати власне життя і бути обережним. Він обрав кар'єру лікаря, орендував квартирку у Латинському кварталі, а вільний час присвятив відвідинам антикварних крамничок.
Початок XIX століття відомий як період формування романтизму в літературі та в живопису. Романтизм як ідейна течія оголосив цікавими не тільки періоди античності та відродження, а і всі, котрі були взагалі, що стало новим підходом до історії та історії мистецтв взагалі. Поширилось колекціонування старовини і того, що називають антикваріатом. В свою чергу пожвавились як активні розшуки всього старовинного (від монет і текстилю до архітектурних фрагментів), так і торгівля всім старовинним. Засновані великі приватні колекції.
Зацікавлення старовиною мав і молодий ла Каз, тобто розділяв панівні ідеї доби. Згодом він став колекціонувати переважно старовинний живопис, сам опанував техніку олійного живопису. Відомо, що він жив скромно, але витрачав гроші на уроки малювання. Серед його вчителів — П'єр Нарсіс Герен (1774—1833) та Ан-Луї Жироде де Русі-Тріозон (1767—1824).
Друга пристрасть молодика — придбання старих картин тих періодів, до котрих тоді втратили зацікавленість. Могутня хвиля французького класицизму та ампіру відкинула як непотріб живопис французького реалізму XVII століття, живопис доби французького бароко і рококо. Окремо ла Каз цікавився живописом Іспанії, котрий лише починав входити у моду в Парижі, куди наполеонівські вояки вивезли значну кількість творів іспанських майстрів з пограбованих монастирів і палаців. Відомо, що й мати ла Каза народилася в Іспанії.

## Медична освіта
Луї ла Каз навчався в Сорбоні, медичний факультет, тобто отримав університетську освіту. По закінченні університету працював у лікарні Колеж де Франс. 1831 року отримав науковий ступінь доктора з медицини. У період 1831—1832 рр. брав участь у ліквідації епідемії холери, котра мала місце в Парижі. Водночас були на практиці підтверджені його теоретичні настанови, за що лікар ла Каз пізніше став кавалером ордену Почесного Легіону.
Як і більшість лікарів того часу стикався з проблемами невиліковних хвороб та смертю пацієнтів. Роздуми над цими проблемами породили гірку сентенцію: «В боротьбі між наукою та хворобами останні перемагають частіше». Луї ла Каз отримав спадок, що дозволило покинути медичну практику і вийти у відставку після 20 років праці.

## Колекція живопису

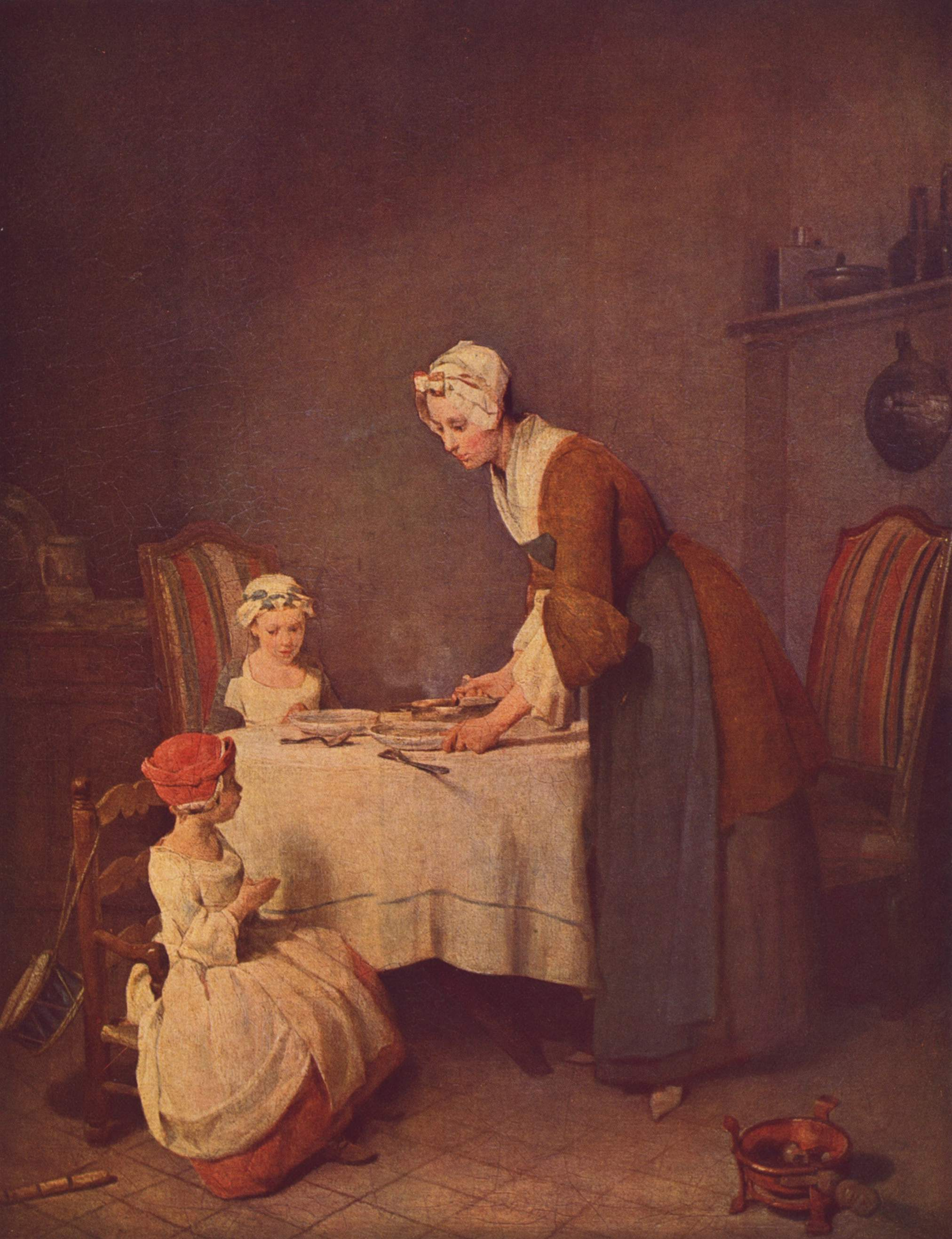
Жан Батист Сімеон Шарден. «Молитва перед обідом», бл. 1740 р.
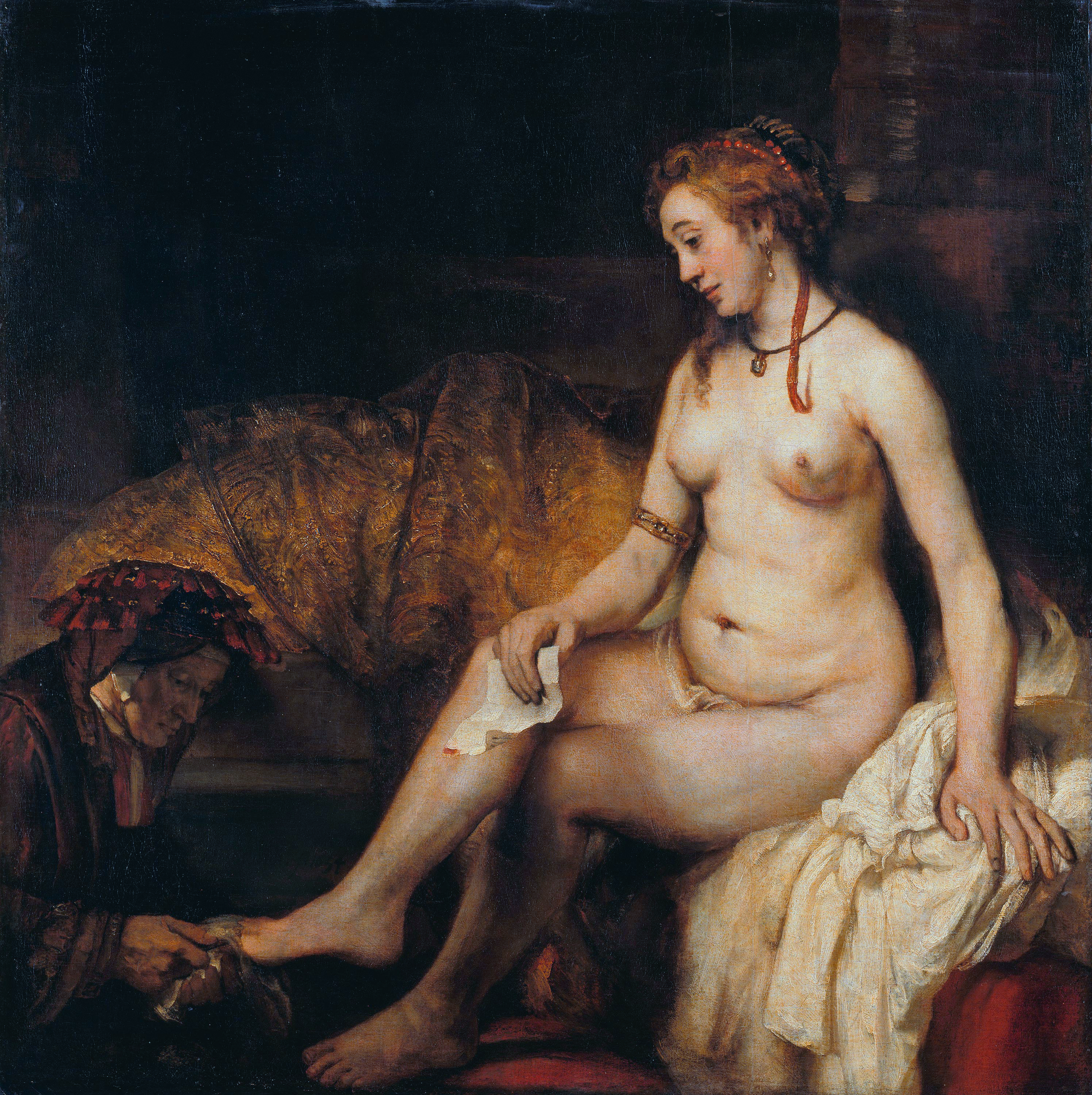
Рембрандт. «Вірсавія», 1654 р.

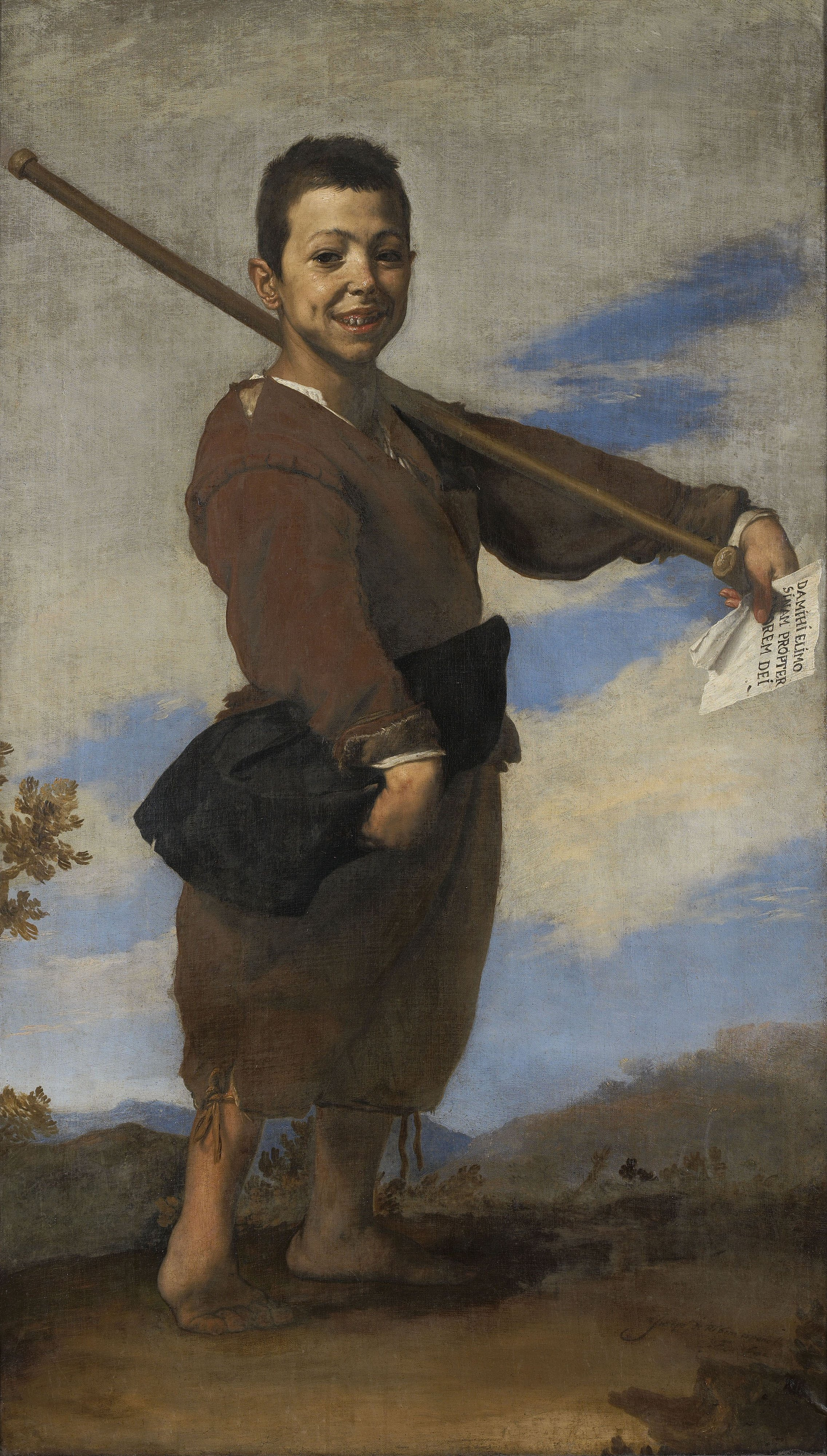
Хосе де Рібера. «Кульгавчик». 1642 р.

Після виходу у відставку та отримання спадку він зосередився на колекціонуванні. Серед його перших придбань в пору його студентства були картини Шардена.
Перегляд великої кількості картин минулого сприяв зацікавленості в картинах реалістичного спрямування, незалежно від того, до якої країни вони належали. Придбанням сприяло те, що французи були доволі байдужі до картин закордонних художників, якщо ті не входили у місцеву моду. Луї ла Каз, навпаки, звертав увагу на майстрів, що не були в моді, але працювали в реалістичній манері. Тому серед його придбань були картини реалістів Фландрії та Голландії XVII століття (серед них Франс Снейдерс, Теодор ван Тюльден, Ян Стен, Франс Галс, Адріан ван Остаде, всюди сущій Давід Тенірс молодший, що випікав картини як кухар пиріжки. Колекція ла Каза мала більше двадцяти картин Тенірса молодшого).
Картини Рембрандта поціновували, але його картини ще не увійшли у престиж і не досягали захмарних цін. Колекція ла Каза мала «Вірсавію» Рембрандта.
Свого часу Пітер Пауль Рубенс виконав по замові Марії Медічі (тоді королеви Франції) серію декоративних картин з подіями її життя, зосередившись в них на алегоричних та декоративних завданнях. Луї ла Каз мав оригінальний ескіз Рубенса, де той розробв композицію зі сценю з античності та великим натюрмортом, що перекривав більшу частину картини (« Стратег Філопемен, котрого впізнала стара жінка»). Антоніс ван Дейк був представлений двома творами («Мучеництво св. Себастьяна» та «Голова старого»).
Моду на картини іспанських майстрів в Парижі створили французькі офіцери, котрі грабували іспанські помешкання під час наполеонівського захоплення Іспанії. До пори ці картни перебували у приватних збірках як вигідне вкладення грошей, а потім їх продавали на паризьких аукціонах. Можливості ла Каза були скромними, в Іспанії — не був, тому він розшукував картини іспанських майстрів серед старовинних картин дрібних крамничок. В його колкції були портрет принцеси Марії-Терезії Австрійської (Веласкес і майстерня), картина Бартоломе Естебана Мурільйо та родзинка всього його зібрання «Кульгавчик» пензля неаполітанця Хосе де Рібера. Картина на античну тему «Смерть Сенеки» в стилі італійського бароко була твором ще одного неаполітанця, ним був Лука Джордано.

## Французькі майстри колекції
Зрозуміло, що в його колекції були і твори майстрів Франції. Але навіть французька частина його колекції була на той час доволі індивідуальною. Так, ла Каз не цурався придбати низку картин представників стилу рококо, що тимчасово втратили престиж і не користкувались попитом у колекціонерів. Франція заплатить за це втратою низки шедеврів доби рококо, серед них і «Гойдалка» Фраґонара, в котрій дивацькі зійшлися як недоліки, так і всі переваги стилістики рококо.
В колекцію ла Каза портапило чимало картин малопрестижних тоді Антуана Ватто, Жана-Батіста Патера, Франсуа Буше, Ніколя Ланкре, Жана-Батіста Грьоза, Жана-Марка Натьє, тобто характерніших представників стилю, декотрі — ключові його фігури на сучасний вигляд. Мистецтво XVII століття Франції репрезентували Філіп де Шампень, Гіацинт Ріго, Ніколя де Ларжильєр.

## Відвідувачі і доля колекції ла Каза
Луї ла Каз не ховав колекцію від людей та художників. Його квартиру на вулиці Cherche-Midi відвідували Анрі Фантен-Латур, Едгар Дега, Едуар Мане, останній сам серйозно вивчав мистецтво майстрів Іспанії, особливо виділяючи серед них Дієго Веласкеса. Ймовірно, реалістичні картини колекції ла Каза вплинули на творчість і художника Франсуа Бонвена, одного з найкращих майстрів побутового жанру Франції XIX століття поряд з Жаном-Франсуа Мілле.
Про колекцію ла Каза сповіщали у власній газеті брати Гонкур. Як завжди, в оцінках сучасники розійшлись. Одні звинувачували колекціонера у скопідомстві, інші вважали його одним з просвітників.
Наприкінці життя колекція картин Луї ла Каза нараховувала п'ятсот вісімдесят три (583) зразки. Зрозуміло, що картини були різного щаблю художньої вартості. За заповітом, володар передав їх до музею Лувр, що збагатило музейну збірку і ліквідувало суттєві лакуни музейного зібрання.
Більша частка колекції ла Каза утримується в Луврі, невелика їх частина передана до збірок французьких провінційних музеїв.

## Смерть
Луї ла Каз помер від крововиливу у мозок (інсульту).

## Обрані твори з колекції ла Каза (галерея)

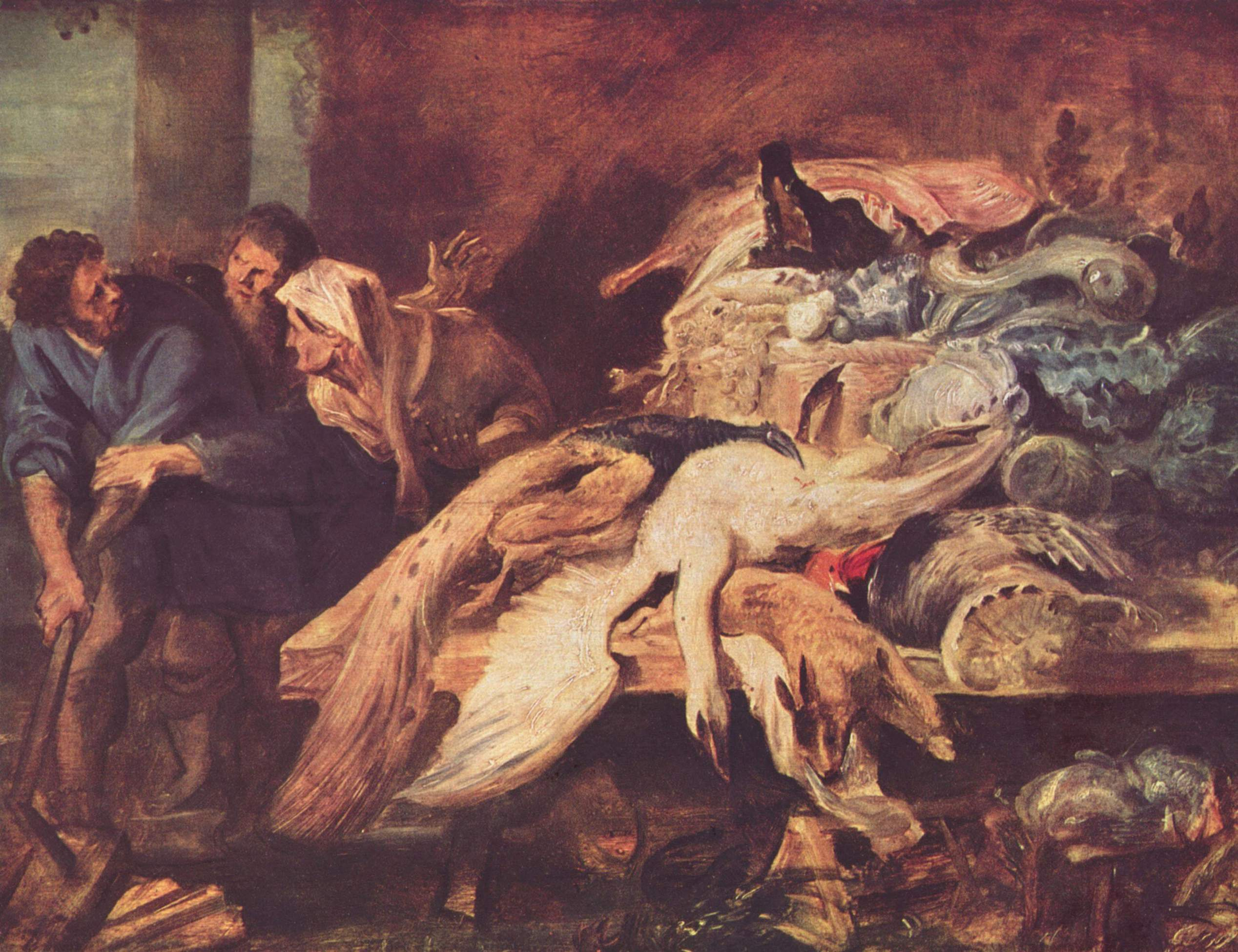
Пітер Пауль Рубенс. «Стратег Філопемен, отрого впізнала стара жінка», бл. 1618 р., ескіз до великої картини
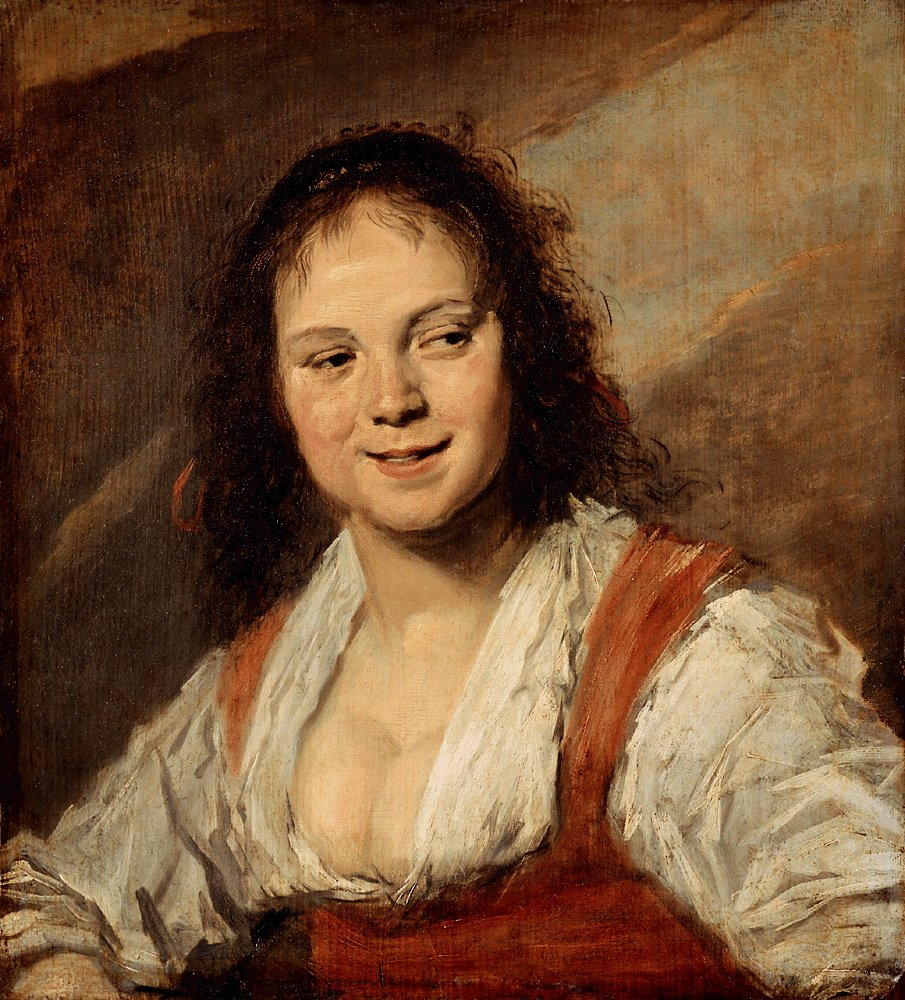
Франс Галс. «Циганка», Лувр, Париж
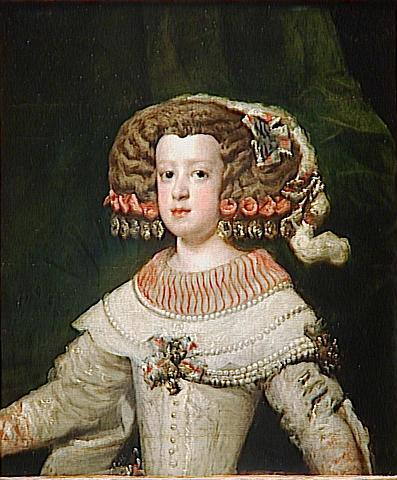
Дієго Веласкес та майстерня. «Принцеса Марія-Терезія Австрійська», перша половина XVII століття
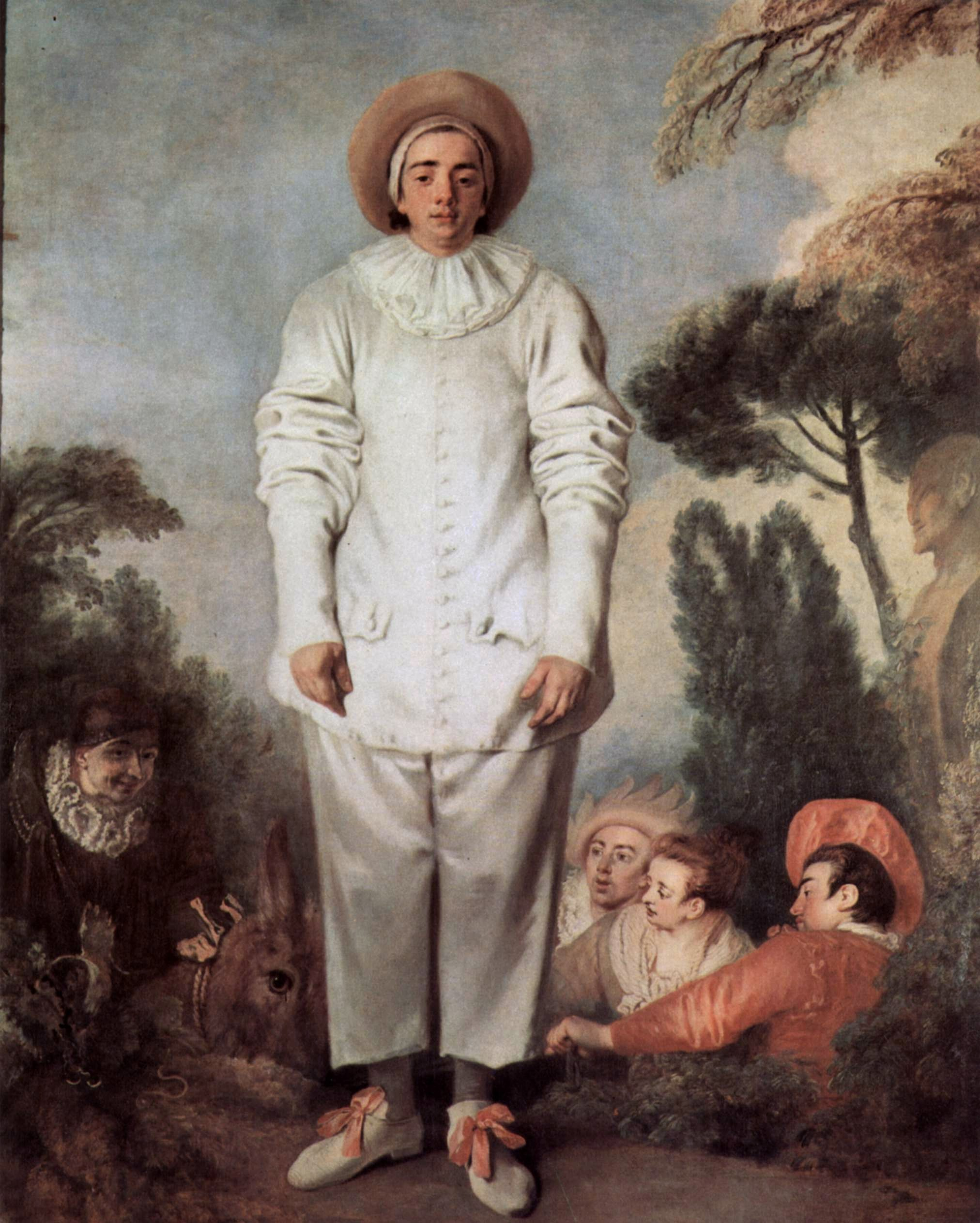
Антуан Ватто. «Жиль» (П'єро), Лувр, Париж
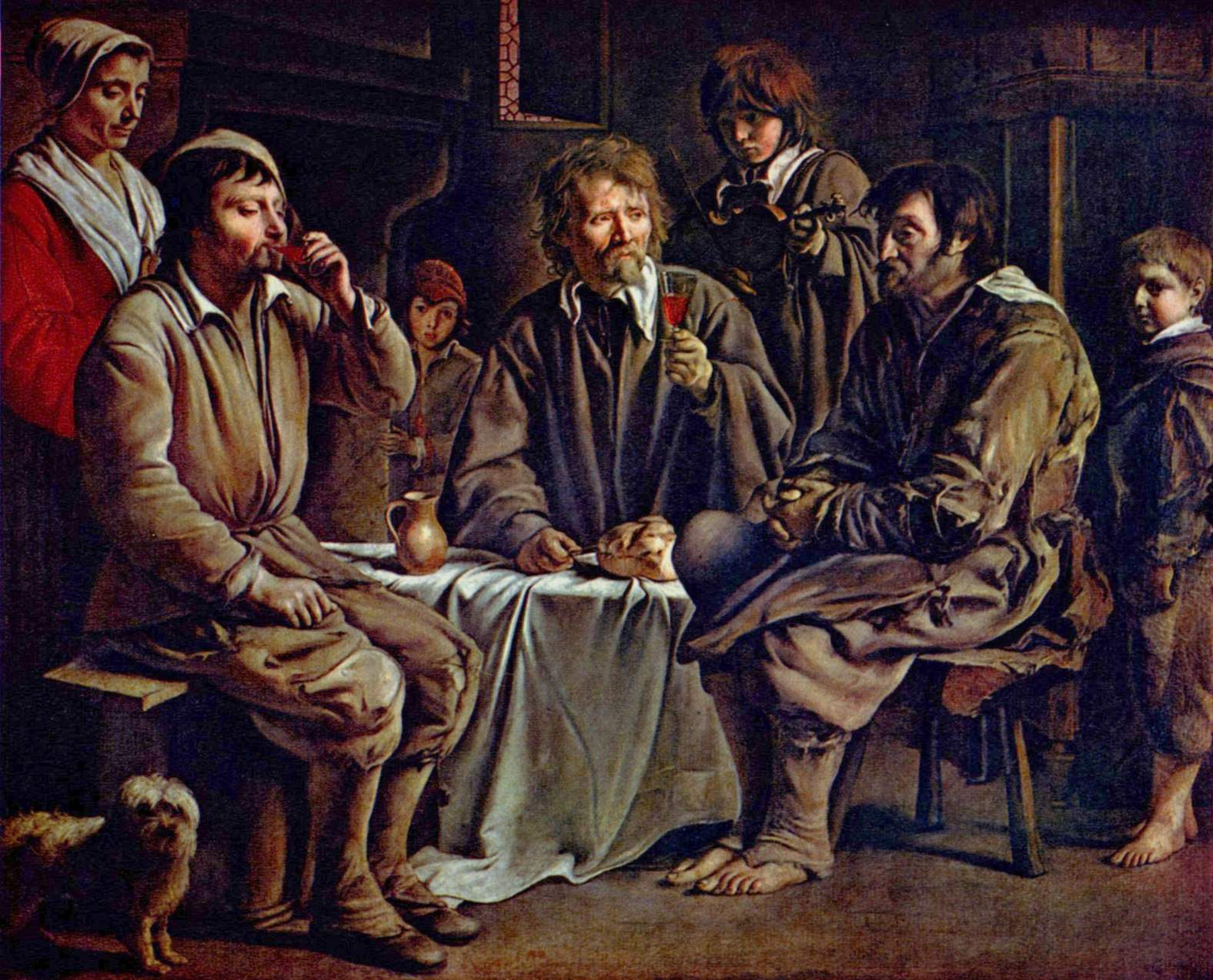
Луї Ленен. «Селянська трапеза»,  Лувр, Париж
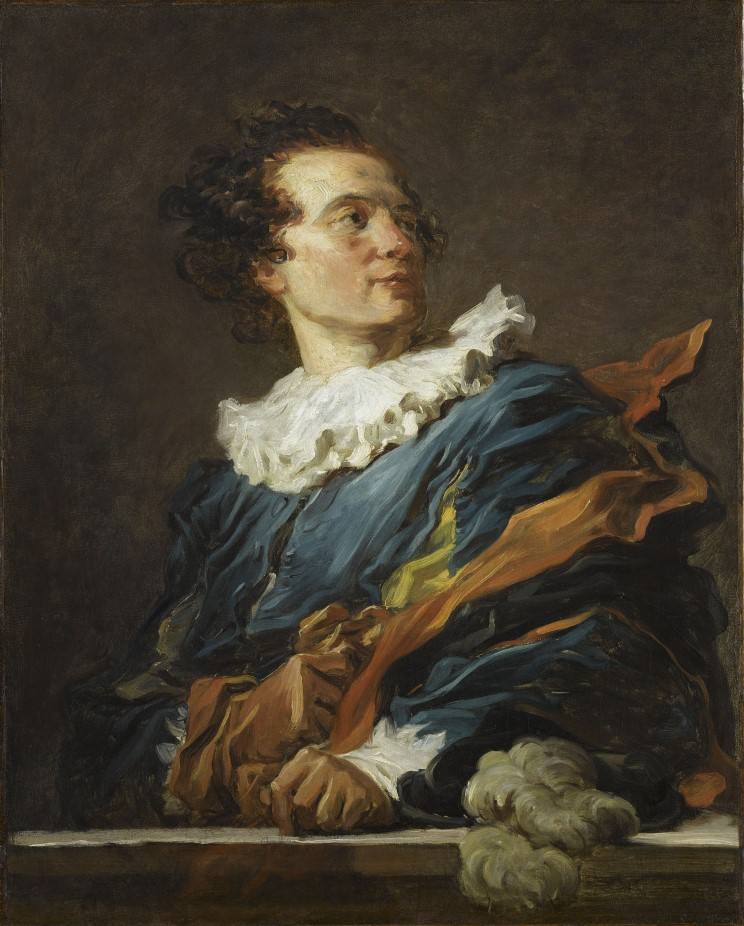
Жан-Оноре Фрагонар. «Абат Сен-Нон», бл. 1769 р.
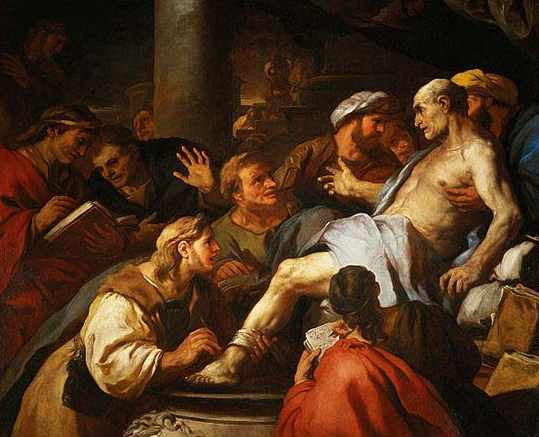
Лука Джордано. «Смерть Сенеки», 1684 р.
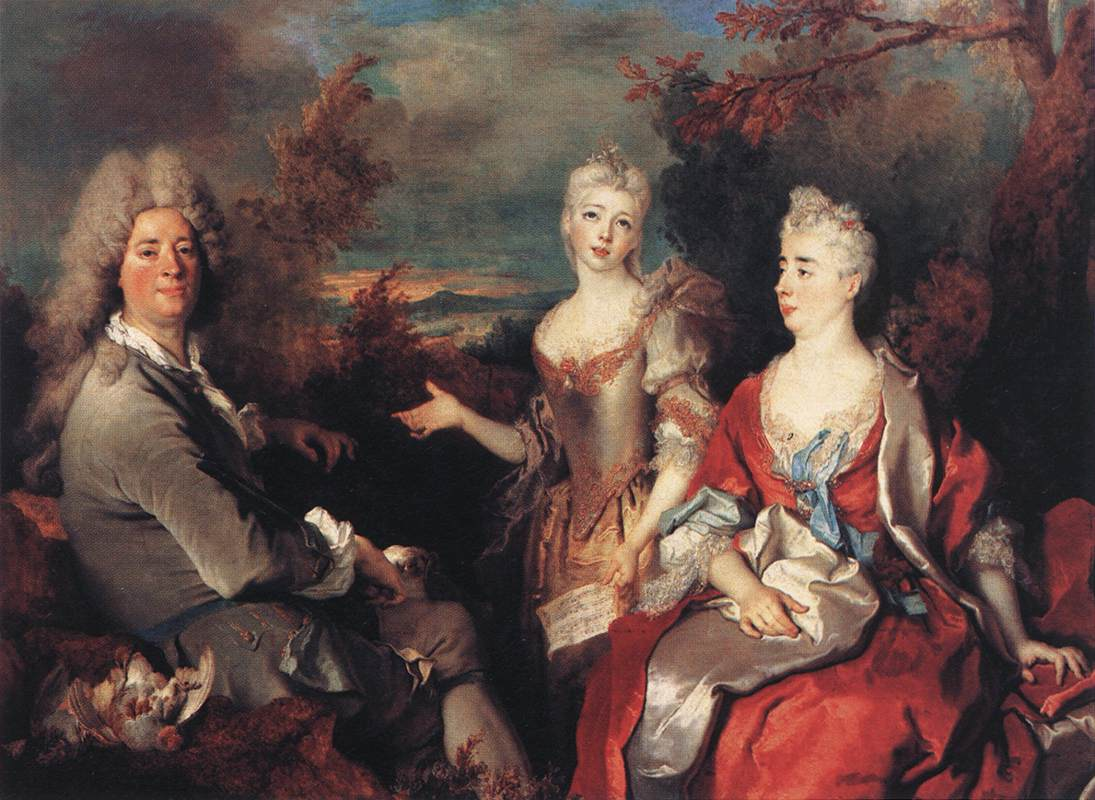
Ніколя де Ларжильєр. «Автопортрет з власною родиною», бл. 1710 р.
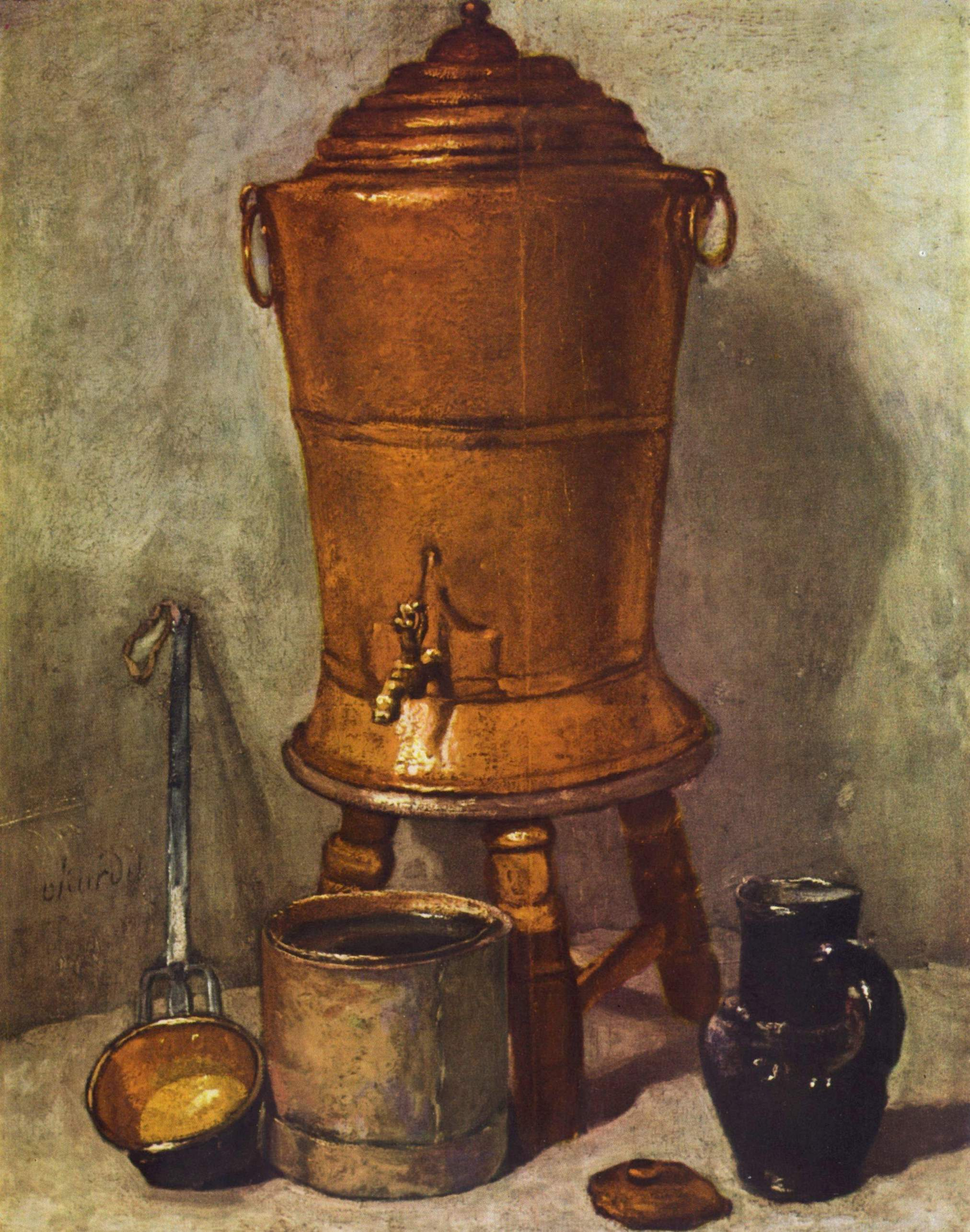
Шарден. «Мідний бак для води», 1735 р.